# Txervone (Saki)
|  | Per a altres significats, vegeu «Txervone». |

Txervone (en (ucraïnès): Червоне, en rus: Червоное, Txervónoie) és un poble de la República Autònoma de Crimea a Ucraïna, que el 2014 tenia 2.007 habitants. Pertany al districte rural de Saki.